# Hetalia: Axis Powers
Hetalia: Axis Powers (ヘタリア Axis Powers  Hetaria Akushisu Pawāzu) er originalt en onlinetegneserie af Hidekaz Himaruya (日丸屋秀和 Himaruya Hidekazu), der senere er blevet udgivet i manga-format, og yderligere som en anime-serie. Serien viser en allegorisk fortolkning af politiske og historiske begivenhed, hovedsageligt tiden omkring 2. verdenskrig, hvori de forskellige lande er repræsenteret af menneskelige figurer. Hetalia (ヘタリア) er en portmanteaukombination af hetare (へタレ japansk for "ubrugelig") og Italia (イタリア). Dette skyldes Italiens tilsyneladende fejhed under 2. verdenskrig.
Himaruya skabte originalt Hetalia som en onlinetegneserie, og to tankōbon er blevet udgivet af Gentosha Comics, den første den 28 marts 2008 og den anden den 10. december 2008. Serien blev senere også lavet som hørespil, og en anime-serie skabt af Studio Deen er også begyndt at sende online.
De hovedsagelige historiske begivenheder i hans værk, finder sted mellem 1. verdenskrig og 2. verdenskrig. Serien bruger ofte satire og komedie til at illustrere mere og mindre kendte historiske fakta. Historiske polotisk og militærmæssig interaktion mellem landene fremvises i Hetalia som social og romantisk interaktion mellem figurene; onlinetegneserieversionen afbilder især militære og økonomiske indtrængen ved hjælp af insinuationer.

## Medier

### Manga
Den originale Hetalia: Axis Powers onlinetegneserie blev udgivet som to tankōbon og udgivet af Gentosha Comics. Det første bind blev udgivet den 28. marts 2008, og det andet den 10. december 2008. Det andet bind blev udgivet både som en almindelig udgave, men også som en specialudgave der inkluderede en ekstra lille brochure.
I januar 2009 announcerede Anime News Network at serien også ville blive udgivet som en serie i Gentosha's seinen mangamagasin Comic Birz, startende fra apriludgaven, men dette blev senere annonceret som en skrivefejl. Gentosha's pressemeddelelse, som ANN havde baseret deres artikel på, henviste faktisk til en ny serie af Himaruya.

### Hørespil
Hetalia: Axis Powers er blevet udgivet på CD i form af en serie af hørespil, indtil nu bestående af fire udgivelser. Den første CD blev udgivet den 15. august 2008, den anden den 24. oktober 2008, den tredje den 29. december 2008 og den fjerde CD den 3. juni 2009.

### Anime
En anime udgivelse af Hetalia: Axis Powers på 26 afsnit blev annonceret den 24. juli 2008. Den blev instrueret af Bob Shirohata (Gravitation, Diamond Daydreams) og animeret af Studio Deen. Serien var originalt planlagt til at blive sendt på Kids Station den 24. januar 2009, men blev senere aflyst. Aflysningen påvirkede imidlertid kun Kids Stations sending; planerne om at gøre serien tilgængelig på mobiltelefon og via Internettet blev ikke ændret. Kontroverserne opstod, da en række koreanske protesterende krævede at serien blev aflyst, da de påstod at figuren der repræsentere Korea var provokerende overfor det koreanske folk. Kids Station meddelte dog, at den koreanske figur ikke optræder i animen, og at de "ikke var klar over kritikken i Korea," og sagde yderligere at det var "en række årsager" der var begrundelse for afgørelsen om at aflyse seriens udsendelse, dog uden at give nærmere detaljer angående de omtalte årsager. En anden sæson af Hetalia: Axis Powers på yderligere 26 afsnit blev annonceret den 16. april 2009.

### Film
Hetalia: Axis Powers: Paint it, White er en tegnefilmsudgave i filmlængde, som blev announceret den 23. spetember 2009. Den blev udgivet den 5. juni 2010.